# Walter Kalot

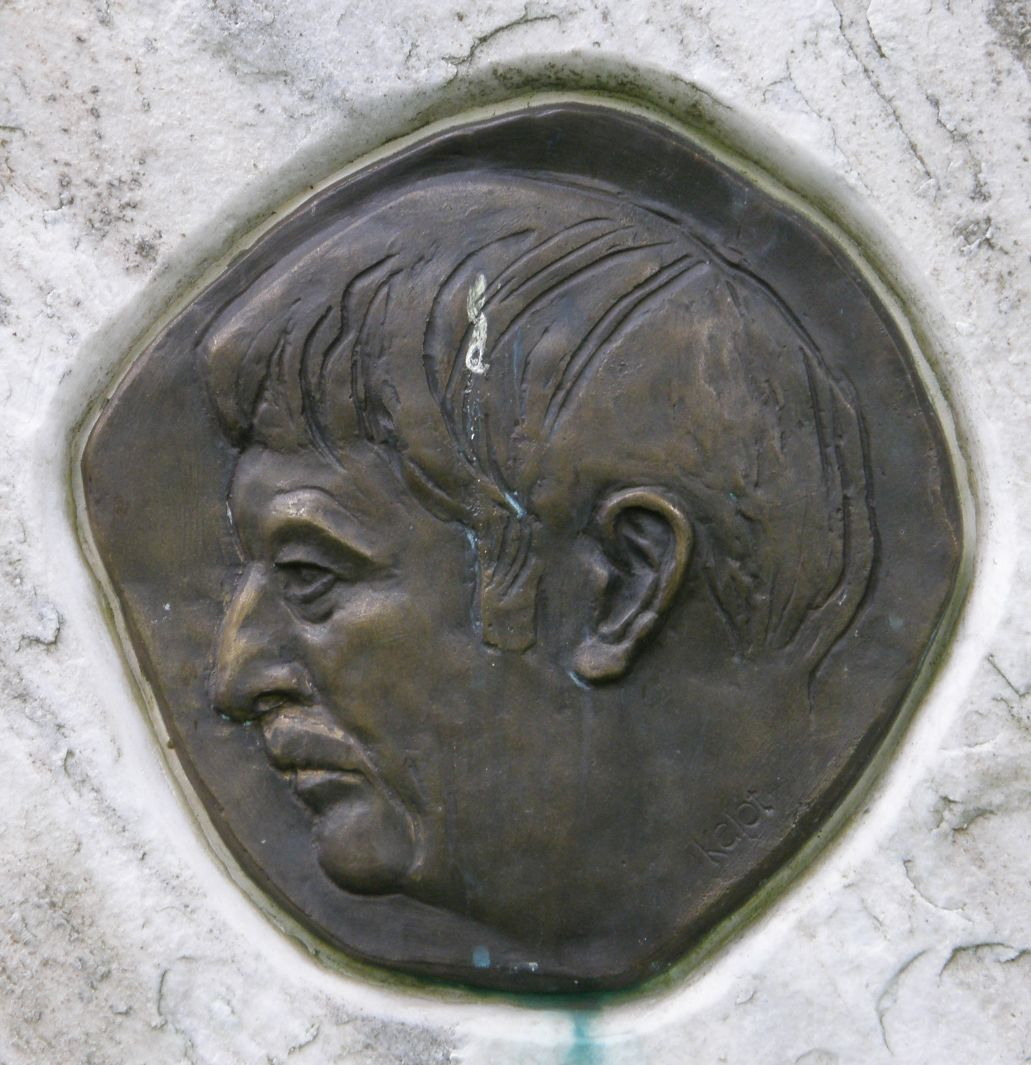
Relief-Selbstbildnis Kalots auf seinem Grabstein

Walter Kalot (* 5. Oktober 1909 in Glatz, Schlesien; † 18. Dezember 1996 in Oberstdorf) war ein deutscher Bildhauer, Grafiker und Maler.

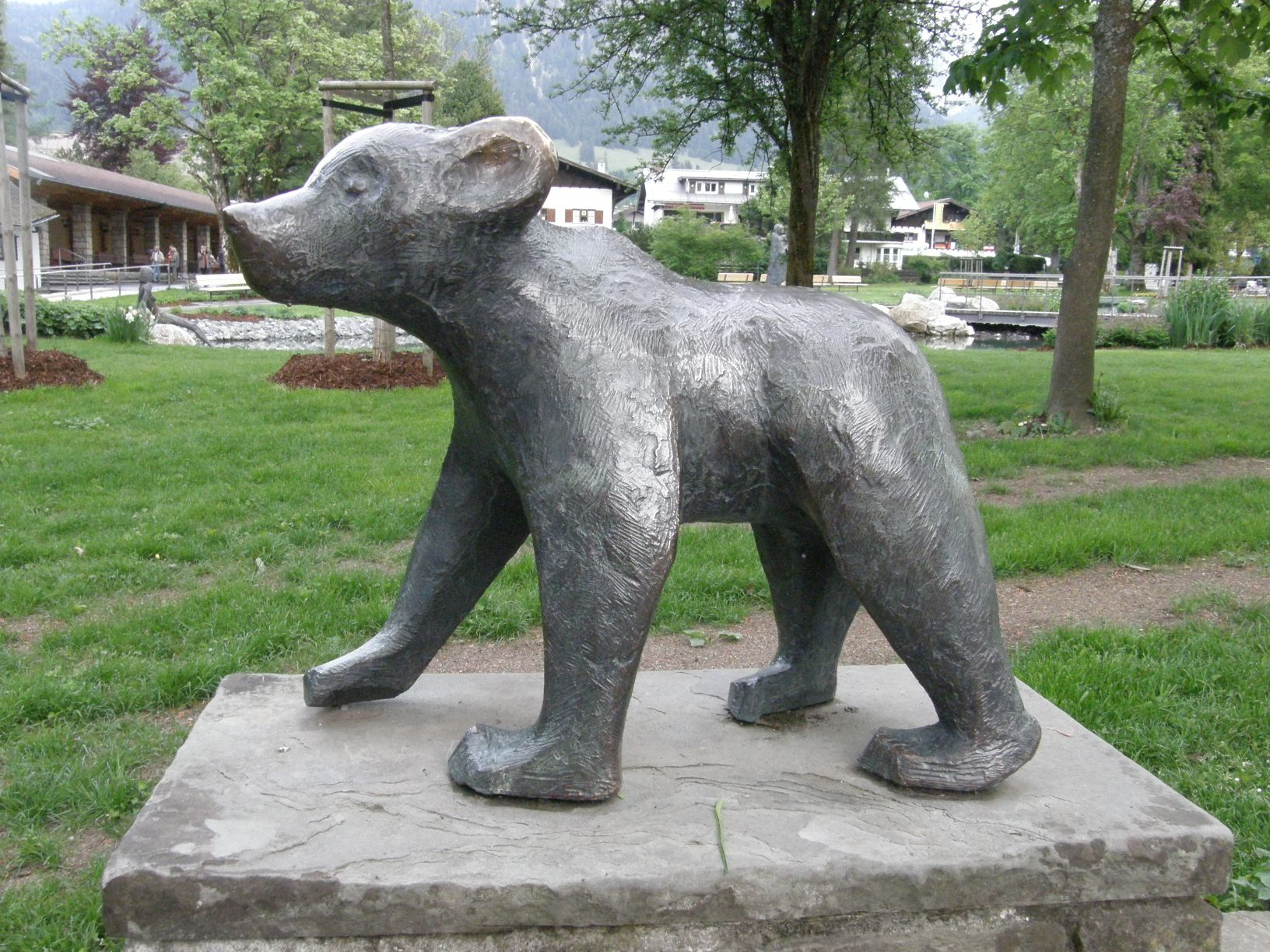
Skulptur Kleiner Bär im Oberstdorfer Kurpark

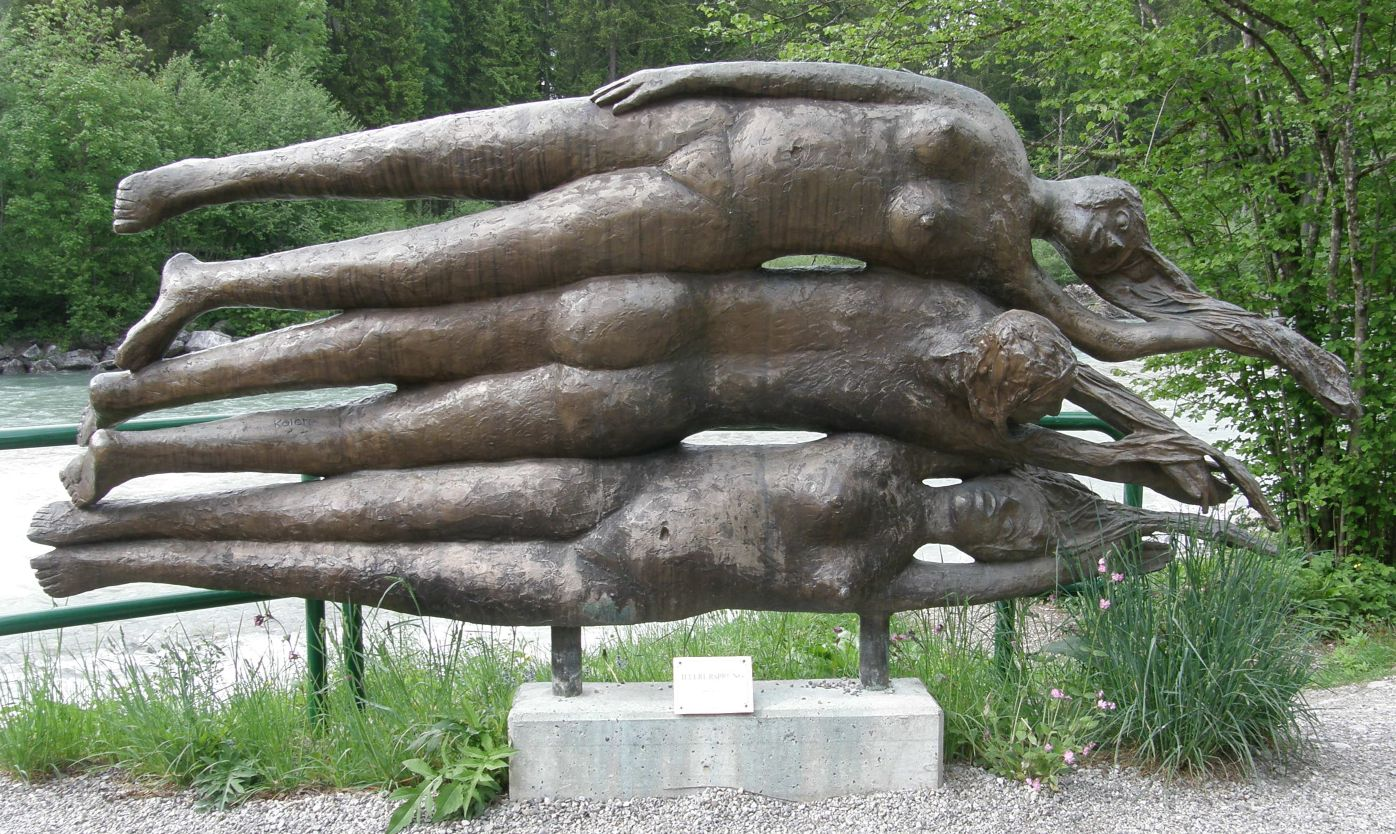
Skulptur Illerursprung, die sich nun auch am Illerursprung befindet

## Leben und Werk
Waler Kalott erhielt seine künstlerische Ausbildung an der Staatlichen Akademie für Kunst und Kunstgewerbe in Breslau und an der Hochschule der Künste in Berlin-Charlottenburg. Zu seinen Lehrern zählten u. a. Otto Mueller und Emil Orlik. Sein Versuch, sich in Berlin eine Existenz aufzubauen, endete mit der Einberufung zur Wehrmacht.
Im Zweiten Weltkrieg geriet Kalot in sowjetische Gefangenschaft, aus der er erst 1950 entlassen wurde. Danach fand er eine Anstellung bei der Berliner AEG. Hier stieg er bis zum Chefgraphiker mit einem eigenen Mitarbeiterstab auf und prägte so über viele Jahre das Erscheinungsbild der AEG.
Bereits während seiner Tätigkeit in Berlin schuf sich Kalot in Oberstdorf einen zweiten Wohnsitz. In der Alpgaustraße errichtete er ein Haus mit Atelier, Galerie und großem Garten. Nach dem Ausscheiden aus dem Berufsleben zog Kalot nach Oberstdorf und war als freischaffender Künstler weiterhin aktiv. Für Oberstdorf schuf er zahlreiche Werke, die seine Vielseitigkeit zeigen. Sie reicht von bäuerlicher Fassadenbemalung am alten Rathaus über realistische Büsten und Tierdarstellungen bis zu modernen Plastiken. Eine für den Illerursprung geschaffene Plastik fand jedoch nicht das Wohlwollen des Gemeinderates. Sie wurde zunächst in einem Oberstdorfer Park aufgestellt und erst 2005 an den von Kalot vorgesehenen Standort versetzt.
Er starb 1996 und wurde auf dem Waldfriedhof Oberstdorf beigesetzt.

### Auszeichnungen
- Seine erste Auszeichnung erhielt Kalot 1968. Für die Bronze-Plastik Hahn und Henne erhielt er den Kunstpreis des Bezirks Schwaben.
- Für das Meeresschwimmbad von Funchal, der Hauptstadt von Madeira, schuf Kalot 1982 das Großrelief Die Woge. Hierfür erhielt er die Bürgermedaille der Stadt Funchal.
- 1995 wurde Kalot auf Vorschlag des damaligen Bayerischen Ministerpräsidenten Edmund Stoiber vom damaligen Bundespräsidenten Roman Herzog mit dem Bundesverdienstkreuz am Bande ausgezeichnet, das dieser ihm auch überreichte. Damit wurden sowohl Kalots umfangreiches Werk als auch sein jahrzehntelanges kulturelles Engagement in seiner Wahlheimat Oberstdorf gewürdigt.